# Rose rosse per il führer
Rose rosse per il führer è un film di guerra del 1968 diretto da Fernando Di Leo.

## Trama
Durante la seconda guerra mondiale una piccola squadra di soldati, comandati da un maggiore statunitense cerca di recuperare un prezioso memorandum finito nelle mani dei nazisti per conto del governo inglese con la collaborazione di alcuni partigiani.